# Gouvernement Hédi Baccouche III
Pour les articles homonymes, voir Gouvernement Hédi Baccouche.
République tunisienne
Baccouche II Karoui
Le troisième gouvernement Hédi Baccouche est le dixième gouvernement tunisien formé après l'indépendance et le huitième formé après la restauration du poste de Premier ministre. Son chef, Hédi Baccouche, assure sa fonction jusqu'au 27 septembre 1989, date à laquelle Hamed Karoui est nommé pour lui succéder.

## Composition
Le 11 avril 1989, un nouveau remaniement gouvernemental est opéré : le président Zine el-Abidine Ben Ali charge à nouveau Hédi Baccouche de présider le gouvernement et annonce la composition de son gouvernement. 

### Ministres
| Image | Portefeuille                                                                         |  | Nom                  | Parti       |
| ----- | ------------------------------------------------------------------------------------ |  | -------------------- | ----------- |
|       | Premier ministre                                                                     |  | Hédi Baccouche       | RCD         |
|       | Ministre de la Justice                                                               |  | Hamed Karoui         | RCD         |
|       | Ministre des Affaires étrangères                                                     |  | Abdelhamid Escheikh  | RCD         |
|       | Secrétaire général de la présidence                                                  |  | Mohamed Jeri         | RCD         |
|       | Ministre de la Défense nationale                                                     |  | Abdallah Kallel      | RCD         |
|       | Ministre de l'Intérieur                                                              |  | Chédli Neffati       | RCD         |
|       | Gouverneur de la Banque centrale                                                     |  | Ismaïl Khelil        | RCD         |
|       | Ministre du Plan et des Finances                                                     |  | Mohamed Ghannouchi   | RCD         |
|       | Ministre de l'Économie nationale                                                     |  | Moncef Belaïd        | Indépendant |
|       | Ministre de l'Agriculture                                                            |  | Nouri Zorgati        | RCD         |
|       | Ministre de l'Équipement et de l'Habitat                                             |  | Ahmed Friaâ          | RCD         |
|       | Ministre des Transports                                                              |  | Ahmed Smaoui         | RCD         |
|       | Ministre du Tourisme et de l'Artisanat                                               |  | Mohamed Jegham       | RCD         |
|       | Ministre des Communications                                                          |  | Sadok Rabah          | RCD         |
|       | Ministre de l'Éducation, de l'Enseignement supérieur et de la Recherche scientifique |  | Mohamed Charfi       | Indépendant |
|       | Ministre de la Culture et de l'Information                                           |  | Habib Boularès       | RCD         |
|       | Ministre de la Santé                                                                 |  | Dali Jazi            | RCD         |
|       | Ministre des Affaires sociales                                                       |  | Moncer Rouissi       | RCD         |
|       | Ministre de la Jeunesse et de l'Enfance                                              |  | Hamouda Ben Slama    | Indépendant |
|       | Secrétaire général du gouvernement                                                   |  | Taoufik Cheikhrouhou | Indépendant |

### Secrétaires d'État
| Image | Portefeuille |  | Nom                    | Parti       |
| ----- | --- |  | ---------------------- | ----------- |
|       | Secrétaire d'État auprès du Premier ministre chargé des Affaires religieuses |  | Kacem Bousnina         | RCD         |
|       | Secrétaire d'État auprès du ministre des Affaires étrangères |  | Habib Ben Yahia        | RCD         |
|       | Secrétaire d'État auprès du ministre des Affaires étrangères chargé des Affaires maghrébines                                                                                        |  | Mohamed Amamou         | Indépendant |
|       | Secrétaire d'État auprès du ministre de l'Économie nationale chargé de l'Industrie et du Commerce                                                                                   |  | Mouldi Zouaoui         | RCD         |
|       | Secrétaire d'État auprès du ministre de l'Économie nationale chargé de l'Énergie et des Mines                                                                                       |  | Habib Lazreg           | Indépendant |
|       | Secrétaire d'État auprès du ministre de l'Agriculture |  | Mohsen Boujbal         | RCD         |
|       | Secrétaire d'État auprès du ministre de l'Agriculture chargé des Eaux |  | Ameur Horchani         | Indépendant |
|       | Secrétaire d'État auprès du ministre de l'Équipement et de l'Habitat chargé de l'Habitat et de l'Aménagement du territoire                                                          |  | Mohamed Ali Bouleymane | RCD         |
|       | Secrétaire d'État auprès du ministre de l'Éducation, de l'Enseignement supérieur et de la Recherche scientifique chargé de l'Éducation                                              |  | Ahmed Khaled           | RCD         |
|       | Secrétaire d'État auprès du ministre de l'Éducation, de l'Enseignement supérieur et de la Recherche scientifique chargé de l'Enseignement supérieur et de la Recherche scientifique |  | Sadok Chaâbane         | RCD         |
|       | Secrétaire d'État auprès du ministre de la Santé |  | Tahar Azaiez           | RCD         |
|       | Secrétaire d'État auprès du ministre des Affaires sociales |  | Nebiha Gueddana        | RCD         |